# Distrito de Ras al-Ayn
El distrito de Ras al-Ayn (en árabe: منطقة رأس العين‎) es un distrito (mantiqah) de la gobernación de Hasaka en Siria. En el censo de 2004 contaba con una población de 177.150 habitantes. La capital del distrito es la ciudad de Ras al-Ayn. Los habitantes locales son asirios, árabes y kurdos.

## Divisiones
El distrito de Ras al-Ayn se divide en 2 subdistritos o Nāḥiyas (población según el censo de 2004):